# Омега Близнецов
Омега Близнецов (лат. ω Geminorum), 42 Близнецов (лат. 42 Geminorum) — одиночная переменная звезда в созвездии Близнецов на расстоянии приблизительно 1500 световых лет (около 460 парсеков) от Солнца. Видимая звёздная величина звезды — от +5,226m до +5,14m. Возраст звезды оценивается как около 14,8 млн лет.

## Характеристики
Омега Близнецов — жёлтый яркий гигант, цефеида спектрального класса G5II. Масса — около 6,3 солнечных, радиус — около 72 солнечных, светимость — около 1813 солнечных. Эффективная температура — около 5090 К.